# Идол (јапанска поп култура)
Идол (アイトル aidoru, од енглеске речи „idol“) у јапанској поп култури је медијска особа (певач, глумац, модел, итд.), обично тинејџер/ка, са слатким и невиним имиџом у медијима. Идоли су посебна категорија јапанских уметника.
Термин је комерцијализован од стране јапанске агенције за таленте. Идоли су намењени да буду идеалан предмет љубави ватрених навијача.
Такође, постоји мишљење да Јапанци виде идоле као сестре или „девојке из суседства“.
У јапанској популарној музици идоли представљају специфичан жанр, посебну врсту непретенциозних сентименталних песама. Ове песме не захтевају много вокално, али уметник мора бити сладак и леп. У свом свакодневном животу идоли такође морају бити у складу с њиховим песмама, имати савршен јавни имиџ, бити пример за младе генерације.

## Историја
Феномен је настао почетком 1970-их година због бума популарности француског филма под називом „Cherchez l'idole“ („Тражите идола“), који се појавио у јапанским биоскопима у новембру 1964. године. Глумица Силви Вартан, која је играла главну улогу, је постала изузетно популарна. Термин „идол“ почео се користити за девојке, углавном између 14 и 16 година старости, који су тек почињу свој пут до славе или за врло младе нове звезде.

## Селективни списак јапанских идолових група
Ово је селективни списак јапанских идолових музичких група подељен по пројектима или агенцијама за таленте.
- AKB48[7]
- Stardust Promotion (агенција за таленте)
  - Momoiro Clover Z[8]
  - Shiritsu Ebisu Chugaku[9]
  - Takoyaki Rainbow
- Hello! Project (пројекат)
  - Morning Musume[10]
  - °C-ute[11]
  - Berryz Kobo[12]
  - S/mileage[13]
  - Juice=Juice[14]
  - Buono![15]
- Fairies[16]
- 9nine[17]
- Sakura Gakuin[18]